# خان صدر
خان‌ صدر (بالفارسية: خان‌صدر) هي قرية تقع في أذربيجان الغربية في إيران. يقدر عدد سكانها بـ 116 نسمة بحسب إحصاء 2016.